# Muchachitas como tú
Muchachitas como tú ((fr) Jeunes filles comme vous), est une telenovela mexicaine diffusée en 2007 par Televisa.

## Synopsis
Elena, Isabel, Mónica et Leticia sont quatre jeunes filles qui se rencontrent dans une école d'art dramatique (TAES). Elles appartiennent à des classes sociales différentes, mais pour elles c'est sans importance, parce que leur valeur principale est l'amitié. Federico Cantú (Fabián Robles) est le cousin de Monica. Il travaille pour son oncle Guillermo qui lui fait confiance alors que Federico est uniquement intéressé à voler l'argent de son oncle.

## Distribution
- Laura León : Carmen Márquez
- Ariadne Díaz : Leticia Hernández Fernández
- Begoña Narvaez : Isabel Flores
- Gabriela Carrillo : Elena Olivares
- Gloria Sierra : Mónica Sánchez-Zúñiga
- Ana Isabel Torre : Olivia Villaseñor
- Miguel Ángel Biaggio : Rodrigo Suárez
- Marco Méndez : Joaquín Barbosa
- José Ron : Jorge
- Arturo Carmona : Diego Velasquez
- Mauricio Barcelata : Roger Guzman
- Fabián Robles : Federico Cantú
- Angélique Boyer : Margarita Villaseñor
- Claudia Troyo : Lucy Montenegro
- Mar Contreras : Lorena
- Karla Luna : Gabriela
- Mariana Morones : Renata
- Jorge de Silva : Valente Quintanar
- Lucero Lander : Esperanza Fernández
- Ricardo Barona : Franciso "Pancho" Hernández
- Maria Isabel Benet : Leonor Santos
- Sergio Reynoso : Alfredo Palacios Flores
- Dulce : Esther Cervantes1
- Socorro Bonilla : Esther Cervantes2
- Carlos Cámara Jr. : José "Pepe" Olivares
- Cecilia Gabriela : Verónica Vásquez
- Roberto Blandón : Guillermo Sánchez-Zúñiga
- Carlos Bracho : Bernardo Barboza
- Lalo "El Mimo" : Héctor Suárez
- Silvia Mariscal : Martha Sánchez-Zúñiga
- Lorena Velázquez : Teresa Liñares
- Alfredo Alfonso : Comandante Rubio
- Mario Casillas : Luis Villaseñor
- Silvia Manríquez : Constanza de Villaseñor
- Elizabeth Aguilar : Virginia Velez
- Ricardo Silva : Lic. Julio César
- Alejandro Calva : Abel
- Carlos Miguel : Vicente
- Silvia Suarez : Angelica
- Thelma Dorantes : Lucía
- Mary Boquitas : Martina
- Oscar Traven : Felipe Montenegro
- Místico : lui-même
- Manuela Imaz : Raquel Ortigoza
- Erika García : Mariana
- Tania Ibáñez : Natalia
- Patricia Ramirez : Karen
- Yaskin Santalucia : Rolando
- Ramon Valdez : Raúl
- Hugo Aceves : Tolomeo
- Arturo Posada : Turco
- Lorena de la Garza : Laura
- Lucia Zerecero : Mercedes
- Xorge Noble : Don Lauro
- Eduardo Liñán : "El Diablo"
- Mario Sauret : Profesor Timoteo
- Zoila Quiñonez : Profesora Custodia
- David Rencoret : Doctor Jacobo
- Roberto Tello : Victorino
- Ricardo Vera : Amadeo
- Dylan Obed : Claudio
- Danna Paola : Paola Velásquez
- Paulina Martell : Silvia Hernández Fernández
- Joustin Roustand : Cuco
- Adriano Zendejas : Patricio
- Isadora Gonzalez : Hermana de Roger
- Jacqueline Voltaire : Conductora de modas
- Jesus More : Producteur de tv
- Victor Jimenez : Juez
- Gabriel Roustand : Policía
- Lorena Enriquez : elle-même
- Angélica María : elle-même
- Félix Greco : lui-même
- Maribel Guardia : elle-même
- Georgina Pedret

## Diffusion internationale
- Canal de las Estrellas (Mexique) (Televisa) : Lundi à Vendredi aux 19h00
- Canal de las Estrellas (Amérique Latine) (Televisa)
- Univision
- Punto TV
- Gama TV
- Tele7
- Latele

## D'autres versions
- Muchachitas (1991-1992), réalisé par Alfredo Gurrola et produit par Emilio Larrosa pour Televisa; avec Cecilia Tijerina, Tiaré Scanda, Kate del Castillo et Emma Laura.